# 론 크로퍼드
론 크로퍼드(Ron Crawford, 1945년 10월 11일 ~ )는 미국의 배우이다.
플로리다주 탬파에서 태어났다.

## 영화
- 아나 스마일 (2013년) - 버스터 역
- 마이그레인 (2012년) - Mr.커닝햄 역
- 스노우볼 (2011년) - 레오 역
- 아더와 미니모이3: 두 세계의 전쟁 (2010년) - 아치볼드 역
- 스팅그레이 샘 (2009년)
- 아더와 미니모이 2 : 셀레니아 공주 구출 작전 (2009년)
- 크리스마스 스토리 (2007년)
- 아더와 미니모이: 제1탄 비밀 원정대의 출정 (2006년) - 아치밸드 목소리 역